# New York City Marathon 1970
De New York City Marathon 1970 werd gelopen op zondag 13 september 1970. Het was de eerste editie van deze marathon.
De Amerikaan Gary Muhrcke won de wedstrijd met een tijd van 2:31.39 en bleef hiermee zijn landgenoot Tom Fleming ruim voor, die in 2:35.44 over de finish kwam. Aan deze wedstrijd nam ook de Amerikaanse Nina Kuscsik deel, maar zij moest voor de finish opgeven.
In totaal finishten 55 marathonlopers de wedstrijd.

## Uitslag
| rang   | naam             | land | tijd    |
| ------ | ---------------- | ---- | ------- |
| Goud   | Gary Muhrcke     | USA  | 2:31.39 |
| Zilver | Tom Fleming      | USA  | 2:35.44 |
| Brons  | Ed Ayres         | USA  | 2:39.19 |
| 4      | Pat Bastick      | USA  | 2:44.09 |
| 5      | Ted Corbitt      | USA  | 2:44.15 |
| 6      | Eric Walther     | USA  | 2:45.38 |
| 7      | Tom Hollander    | USA  | 2:48.35 |
| 8      | Moses Mayfield   | USA  | 2:49.50 |
| 9      | Glen Ayres       | USA  | 2:51.04 |
| 10     | William Kinsella | USA  | 2:52.59 |

1970 ·
1971 ·
1972 ·
1973 ·
1974 ·
1975 ·
1976 ·
1977 ·
1978 ·
1979 ·
1980 ·
1981 ·
1982 ·
1983 ·
1984 ·
1985 ·
1986 ·
1987 ·
1988 ·
1989 ·
1990 ·
1991 ·
1992 ·
1993 ·
1994 ·
1995 ·
1996 ·
1997 ·
1998 ·
1999 ·
2000 ·
2001 ·
2002 ·
2003 ·
2004 ·
2005 ·
2006 ·
2007 ·
2008 ·
2009 ·
2010 ·
2011 ·
2012 · 
2013 ·
2014 ·
2015 ·
2016 ·
2017 ·
2018 ·
2019 ·
2020 · 
2021 ·
2022 ·
2023 ·
2024